# Iacobini
Iacobini – wieś w Rumunii, w okręgu Arad, w gminie Brazii. W 2011 roku liczyła 183 mieszkańców. 